# 야와타촌 (아이치현 아이치군)
야와타촌(八幡村)은 아이치현 아이치군에 설치되었던 촌이다. 현재의 나고야시 나카가와구 남동부, 아쓰타구 서부에 해당한다.